# چیورنی آنوی
چیورنی آنوی (به لاتین: Chyorny Anuy) یک منطقهٔ مسکونی در روسیه است که در جمهوری آلتای واقع شده‌است.